# Sender Kapa Kapa
El sender Kapa Kapa o sender Gabagaba, és un sender de muntanya costerut i poc utilitzat que s'estén des del poble de Gabagaba (pronunciat i transcrit incorrectament en anglès com a Kapa-kapa) a la costa sud de Papua Nova Guinea, a través de la serralada extremadament accidentada d'Owen Stanley, fins als voltants de Jaure, al costat nord de la península. També conegut com el sender Gabagaba-Jaure, el sender és paral·lel però 48 quilòmetres al sud-est del sender Kokoda, més conegut i accessible. El sender Kapa Kapa, de 135 km de llargada, és la meitat de llarg que el sender Kokoda, de 217 km de recorregut. A la seva elevació màxima de 2.700 metres, és 510 metres més alt que el punt més alt del sender Kokoda (2.190 metres). L'ascens i el descens totals són d'uns 17.000 metres. Com que la pista és molt costeruda, difícil i sense manteniment, ha estat recorreguda per molt poques persones no natives.
Durant la Segona Guerra Mundial, més de 900 membres del 126è Regiment d'Infanteria dels Estats Units, 32a Divisió d'Infanteria, la van travessar en 42 dies en un intent de flanquejar els japonesos a la pista de Kokoda. Van suportar una marxa extraordinàriament difícil, i la majoria dels homes van emmalaltir de malària, dengue, tifus i disenteria tropical. Va ser "una de les marxes més esgarrifoses de la història militar americana".
Mai van veure un soldat japonès durant la seva caminada de gairebé un mes. Després de només una setmana de recuperació, el batalló es va posar immediatament al front contra les tropes japoneses en centenars de búnquers extremadament ben amagats i emplaçaments de metralladores desenvolupats en profunditat. En la batalla subsegüent, els nord-americans aviat es van quedar sense municions, armes, medicaments i fins i tot aliments.

## Origen del nom
El nom "Kapa Kapa" és una mala pronunciació anglesa de Gabagaba, el poble costaner on comença la ruta a la costa sud de Papua Nova Guinea.

## Marxa de la 32a Divisió d'Infanteria

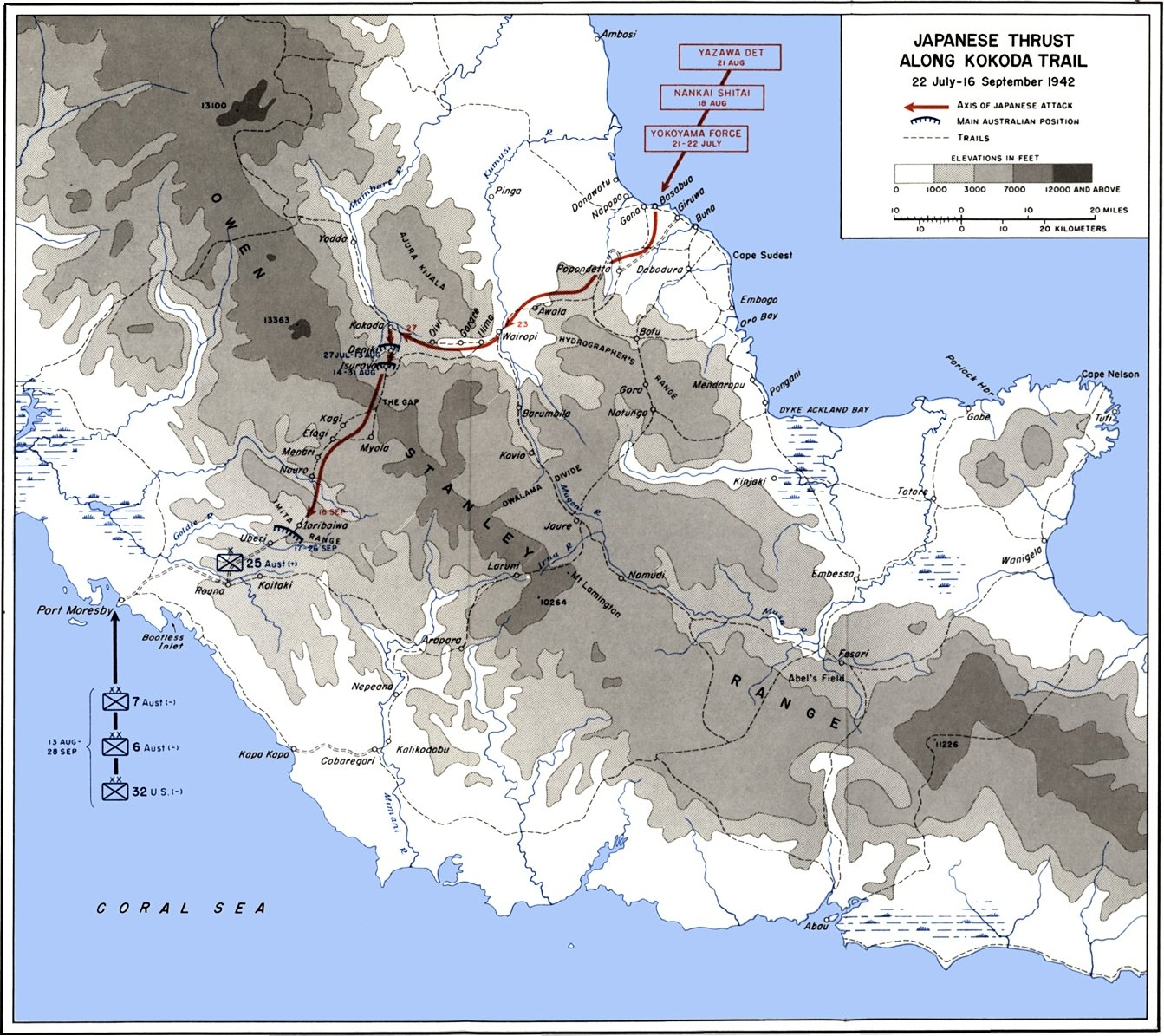
Impuls japonès al llarg del camí de Kokoda del 22 de juliol al 16 de setembre de 1942

Durant les primeres etapes de la Segona Guerra Mundial, les unitats de l'exèrcit australià a la campanya de la Senda Kokoda estaven sota una pressió creixent de les forces japoneses que havien avançat a menys de 48 km de Port Moresby pel Sender Kokoda. El 9 de setembre, la 16a Brigada d'Infanteria de la 6a Divisió australiana va rebre l'ordre d'anar des d'Austràlia a Port Moresby. La 25a Brigada, que acabava d'arribar a Port Moresby, va ser immediatament empesa al front. El general Sydney Rowell sentia que podia contenir els japonesos amb les tropes addicionals, però MacArthur estava ansiós per flanquejar-los. Va demanar al seu estat major que planifiqués una maniobra de flanqueig que allunyés els japonesos de les muntanyes més ràpidament.
Altres unitats japoneses van ser encaminades per apoderar-se de Samarai, una illa al sud de la badia de Milne, des de la qual llançarien una invasió marítima de Port Moresby. Quan van descobrir que els aliats estaven concentrant-se a la badia de Milne, a l'extrem sud de Nova Guinea, van optar per atacar-la. Aquest esforç va ser frustrat per una vigorosa defensa aliada, i els japonesos es van retirar la nit del 4 al 5 de setembre de 1942.:64

### Decisió de flanquejar les tropes japoneses
Com que la 32a Divisió d'Infanteria s'havia de traslladar a un altre campament de totes maneres, el general Douglas MacArthur va considerar que havien de ser els primers a traslladar-se a Nova Guinea. El general Edwin Harding, al comandament de la 32a Divisió, va dir a MacArthur que no creia que la divisió estigués a punt, ja que havia rebut un entrenament limitat i pràcticament cap entrenament de guerra a la selva. En aquell moment, s'esperava que les divisions s'entrenessin com a unitat durant un any abans d'entrar en combat. Tot i això, MacArthur va pressionar Harding per obtenir una unitat que es pogués traslladar al front. Harding va dir a MacArthur que el 126è Regiment d'Infanteria comandat pel coronel Lawrence A. Quinn era el més ben entrenat i dirigit, i va ser seleccionat per a la tasca. Es va ordenar a la unitat que es preparés per moure's immediatament, i un establiment de neteja de Brisbane va rebre la tasca de tenyir la roba de batalla caqui masculina d'un verd clapejat per preparar-la per a l'acció a la selva. Més tard, sobre el terreny, les tropes es van adonar que el tint utilitzat no deixava respirar la tela, provocant nafres a la pell dels homes.

### Primera ruta impracticable
El general de brigada Hanford MacNider, a càrrec de la unitat G-4 (Logística) del grup del quarter general de MacArthur, va saber gairebé immediatament després de la seva arribada a Port Moresby que la ruta escollida anteriorment cap a Wairopi a través de la península, proposada pel personal del quarter general, no era pràctica. Travessava la rereguarda australiana i una regió on els soldats podrien quedar aïllats pels japonesos. També era tan muntanyosa que l'única manera de rebre subministraments seria per via aèria. Es van considerar dues rutes alternatives, de Gabagaba a Jaure i d'Abau a Jaure. Des de Jaure, altres camins menors conduirien els soldats a Wairopi i Buna.

### Nova ruta inspeccionada
El general MacNider va enviar dos grups per reconèixer les rutes. Va assignar al cap de la Secció de Construcció de l'Àrea del Pacífic Sud-oest, el coronel Leif Sverdrup, la inspecció de la ruta des d'Abau, a la costa del sud de Nova Guinea.:107 Sverdrup va partir cap a Jaure amb un grup d'un americà, dos australians de la Unitat Administrativa de Nova Guinea Australiana, deu policies nadius de la Policia Reial Papuana i 26 portadors nadius. Després de vuit dies de camí, escalant altures de 1.500 m, Sverdrup va concloure que no seria pràctic que les tropes recorreguessin la ruta i va tornar enrere, arribant a Abau el 3 d'octubre.:43–44  Sverdrup aviat va informar que el camí que començava des d'Abau era difícil per marxar i impossible per a animals de càrrega. Els aliats van cancel·lar els plans d'enviar el 127è Regiment d'Infanteria per aquesta ruta.:107
Més a prop de Port Moresby, el capità William F. Boice (Divisió S-2) i el tinent Bernard Howes van portar un destacament a inspeccionar el sender Kapa Kapa, de 135 km de llargada, que comença al poble de Gabagaba, poble costaner on comença la ruta. Des de Gabagaba, el sender arriba a Kalikodobu, Arapara, Laruni i després a Jaure. La ruta era aproximadament paral·lela, però a uns 50 km al sud, del sender Kokoda.  Ells, juntament amb sis homes de la Companyia E del 126è i una quarantena de portejadors nadius, van començar l'inspecció del sender a l'octubre de 1942. Els homes aviat van descobrir que el tint aplicat als seus uniformes a Austràlia feia que el no evacués la calor.
Hi havia molt poca informació disponible sobre la ruta. Els nadius l'evitaven perquè pensaven que estava encantada, sobretot a la cresta. Cap home blanc havia utilitzat la ruta des del 1917. Les tropes podien rebre suport logístic per terra i mar durant aproximadament un terç de la distància, després de la qual cosa dependrien de llançaments aeris. Però el camí era amb prou feines un camí de cabres. El terreny salvatge de la selva era extremadament costerut, tallat per crestes esmolades com navalles i requeria que els homes creuessin una divisòria muntanyosa de 2.800 m d'alçada. Els australians no creien que fos pràctic que els homes la creuessin a peu. No obstant això, Boice va informar que la ruta era factible, i el 2n Batalló del 126è Regiment d'Infanteria es va comprometre a seguir el camí.:106

### La marxa comença

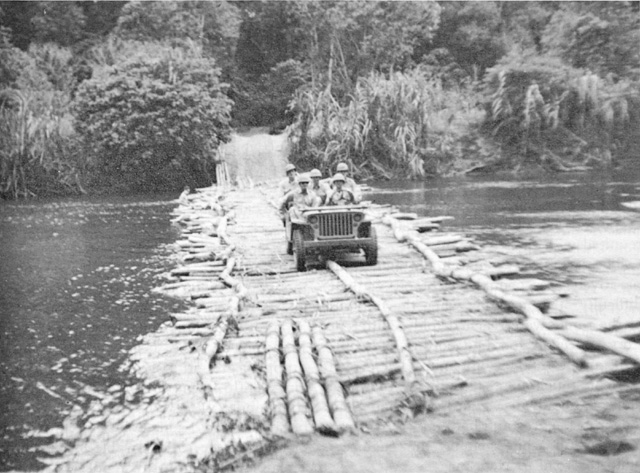
Membres del 2n Batalló, 126è Regiment d'Infanteria, 32a Divisió dels EUA, en un Jeep Bantam de l'exèrcit creuant un riu a la part sud del sender Gabagaba a Papua Nova Guinea durant l'octubre de 1942.

Tot i que estaven mal equipats i no estaven preparats per a la tasca, els enginyers i els soldats havien aconseguit construir una carretera des de Port Moresby al llarg de la costa fins a Gabagaba. Des de Kapa Kapa, els enginyers van obrir primer una carretera fins a Kalikodobu, sobrenomenada "Kalamazoo" pels soldats, que tenien dificultats per pronunciar el nom local. A Kalikodobu, el major Baetcke estava a càrrec de completar una base de subministraments avançada a Arapara, terra endins, a 48 km per sender. La 32a Divisió va establir un lloc de comandament a Kalikodobu a principis d'octubre.
Després de Kalikodobu, la carretera era molt més accidentada, arribant a un total de 23 km terra endins fins a Nepeana. Algunes parts estaven inacabades, tot i que els tot terreny Bantam amb tracció a les quatre rodes podien completar la ruta. Algunes parts eren tan costerudes i accidentades que es van reclutar nadius per transportar subministraments terra endins. La major part del 2n Batalló, 126è d'Infanteria, es va traslladar a Nepeana, i el 6 d'octubre 250 homes de les companyies antitanc i canons juntament amb 100 portejadors van marxar sota el comandament del capità Alfred Mendendorp. S'esperava que marxessin dues milles per dia. La seva feina era establir ubicacions per a zones de llançament on es poguessin reabastir les tropes. Van descobrir que la descripció de Boice de la pista com a "factible" era enganyosa. El camí va ser una marxa lenta i esgotadora a través de les espesses selves i fins als boscos freds i densos a l'espatlla de la Muntanya Fantasma, coneguda localment com Suwemalla o més oficialment com 'Mt. Obre'. Mendendorp va arribar al poble de Larum, al cim de la muntanya, el 13 d'octubre i va establir un punt de subministrament aeri. Després va marxar cap a Jaure, a 26 km de distància, però va trigar una setmana més a completar la caminada:107
A partir del 14 d'octubre, els 900 soldats restants del 2n Batalló, 126è d'Infanteria, juntament amb el 114è Batalló d'Enginyers, 19è Hospital Portàtil, comandat pel capità Bernard Friedenthal M.D. i la 107a Companyia d'Intendent, comandada pel tinent coronel Henry A. Geerds, van sortir de Kalamazoo durant diversos dies a peu, ajudats per diversos centenars de portejadors i guies nadius. El viatge era tan dur que es van convertir en els únics nord-americans a recórrer a peu l'ascensió de 2.800 m per les extremadament escarpades muntanyes Owen Stanley.

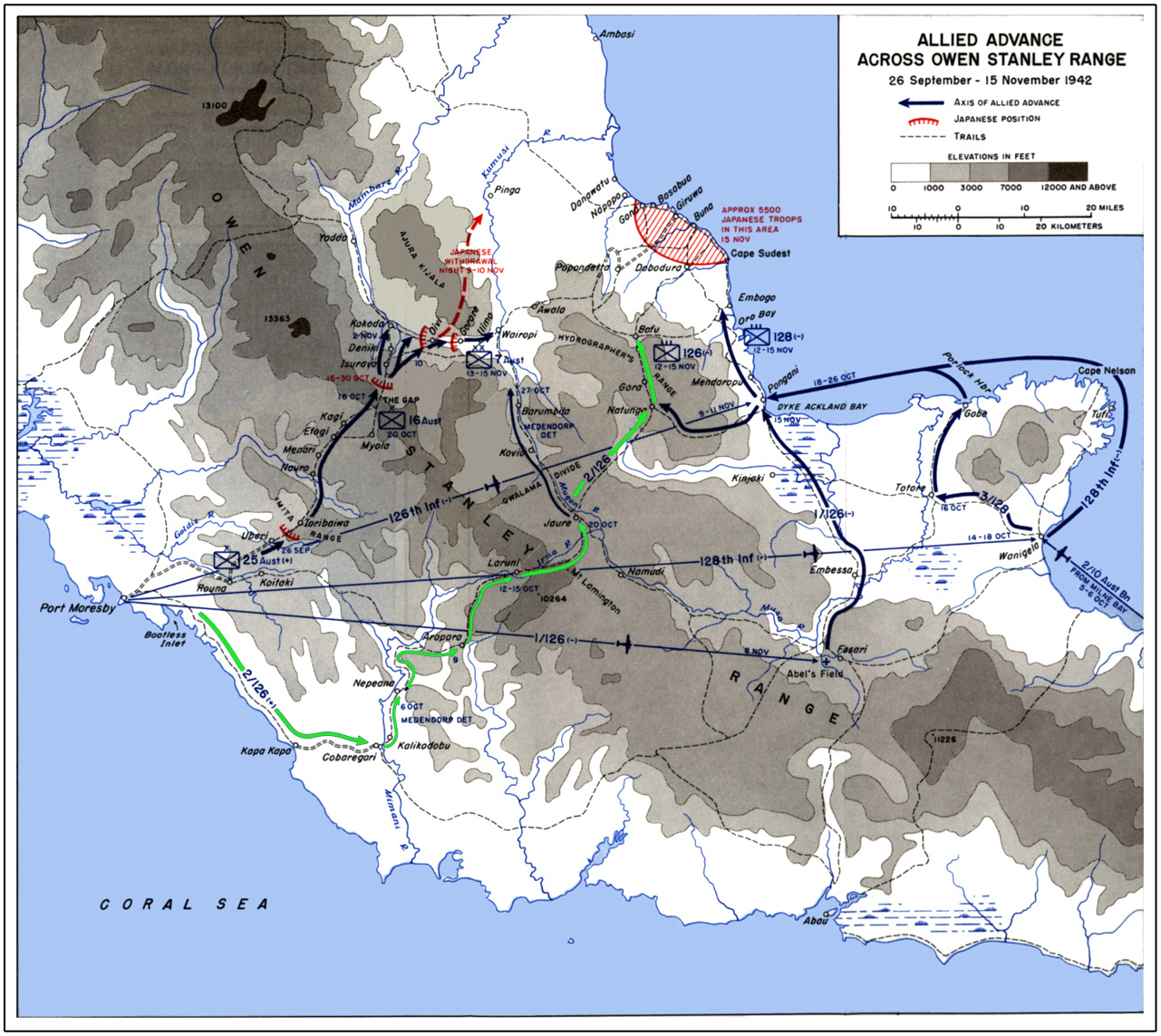
Avanç aliat sobre la serralada Owen Stanley a través del sender Gabagaba del 26 de setembre al 15 de novembre de 1942

Se'ls va encarregar de fer una caminada extremadament difícil terra endins pel camí Kapa Kapa cap a Jaure, on havien de flanquejar els japonesos pel camí Kokoda. La distància total a través de les muntanyes fins a les posicions japoneses era de més de 210 km, i la major part del camí era amb prou feines un camí de cabres. Els homes només portaven racions per a sis dies, esperant ser reabastits pel camí. El menjar, però, era molt pobre, incloent-hi carn dura, arròs i vedella, alguns dels quals s'havien tornat rancis i feien emmalaltir molts homes.:108 Tenien vàters de cuir  però no tenien matxets, repel·lent d'insectes, recipients impermeables per a medicaments o efectes personals, i plovia molt cada dia. Quan rebien pastilles de quinina, pastilles de cloració d'aigua, pastilles de vitamines o pastilles de sal, normalment un subministrament per a uns quants dies, començaven a desintegrar-se gairebé tan bon punt els homes se les posaven a les butxaques o motxilles.

### Camí penós

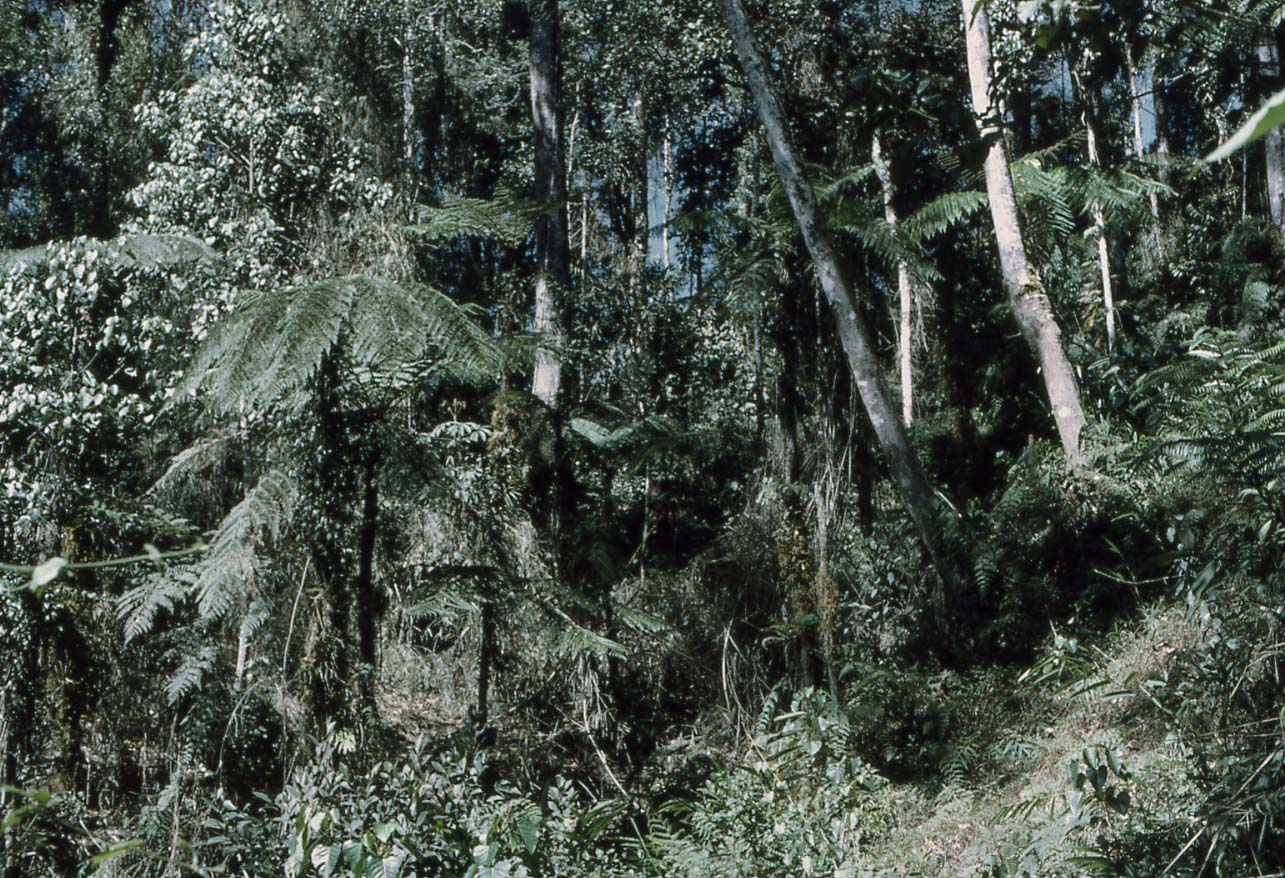
Selva densa de bosc als contraforts de muntanya de la serralada Owen Stanley, Senda de Bulldog, Papua Nova Guinea

Els homes es van trobar completament desprevinguts per a les condicions extremadament dures que es trobaven a la selva. El camí de Gaba-gaba a través de la divisòria d'Owen Stanley era un "lloc humit i misteriós, més aspre i més escarpat" que el camí de Kokoda on els australians i els japonesos lluitaven aleshores. Aranyes, puces, mosques de la sorra, sangoneres i mosquits trobaven cada centímetre de pell exposada. Ràpidament van començar a descartar tot allò que no necessitaven absolutament, incloent impermeables, cascos, mantes i fins i tot municions. Els membres de la companyia de morters primer van deixar les plaques base, després els tubs i finalment totes les municions.:109
Un grup va perdre l'equilibri i va relliscar 610 m costera avall durant 40 minuts; van trigar vuit hores a tornar al punt de partida. Va arribar moment que cada 15 minuts el grup havia de parar a descansar. :46–7

### Anomenats com a Batalló Fantasma
Les seves habilitats de camp van mostrar la manca d'entrenament, i la malària, el dengue, el tifus, la disenteria amèbica, la bacil·lar, juntament amb la úlcera tropical, la tinya crural i d'altres tipus, el peu de trinxera i el peu d'atleta van afectar ràpidament centenars d'homes. El seu ritme d'avanç en comparació amb els soldats australians era considerablement més lent.Va ploure fort cada tarda cap a les tres, i a partir del 15 d'octubre van quedar xopats per cinc dies de pluja constant. Els constants aiguats tropicals, la calor abrasadora i la humitat degotant deixaven els soldats constantment mullats. A la nit, a les altituds més elevades, les temperatures baixaven ràpidament, deixant els cossos freds.
Els elements principals del 126è finalment van creuar el coll de 2.800 m a les muntanyes Owen Stanley, extremadament escarpades, prop del mont Obree, de 3.080 metres d'alçada, que van anomenar Ghost Mountain. Per evitar convertir-se en combatents il·legals al territori sota mandat de la Societat de Nacions de Nova Guinea, els portejadors nadius papús australians que quedaven no van creuar la frontera al cim de la serralada. Els americans van haver de carregar les seves pròpies motxilles, que pesaven fins a 36 quilograms. Finalment van creuar l'última carena i, després de 29 dies, les unitats inicials van arribar a Jaure el 25 d'octubre de 1942. El capità Boice, explorant per endavant, havia arribat a aquest poble el 4 d'octubre.
Van començar a sortir de Jaure el 28 d'octubre. El capità Boice no va poder trobar ni un sol bon lloc perquè els avions poguessin deixar caure subministraments entre Jaure i Natunga, als escarpats contraforts al nord-est de Jaure, que conduïen a la zona de Buna. Durant el seu viatge de cinc dies a Natunga, la majoria de les racions de les tropes que es van deixar caure entre aquests dos punts es van perdre. Els homes es van reduir a menjar plàtans i papaies o qualsevol altra cosa que poguessin trobar o havien passat gana. Finalment van arribar a la zona de Natunga el 2 de novembre. Allà, van passar més d'una setmana recollint provisions, cascos, botes i altres equips abans de continuar cap a Gora i Bofu, on van arribar el 12 de novembre.
El 20 de novembre de 1942, després de gairebé 42 dies de caminada per terrenys extremadament difícils, incloent-hi crestes de muntanya, selva i passos muntanyosos d'alta muntanya, la Companyia E del 126è va ser la primera a arribar a Soputa, a prop del front. La resta del batalló va anar arribant a poc a poc durant els dies següents.:109 Com a resultat de la marxa extremadament difícil i les files delmades de la unitat, el batalló es va guanyar el sobrenom de "El Batalló Fantasma". Quan les tropes van arribar a Soputa, estaven en tan mal estat que no estaven en condicions de combatre. El seu nou comandant, el major Herbert Smith, va dir: "Fins i tot van tenir sort d'estar vius". Smith havia substituït el major Garnet J. Burlingame com a comandant del batalló a causa que Burlingame va patir una fractura d'esquena per una caiguda al llarg del camí. Smith va arribar i va substituir Burlingame el 30 d'octubre de 1942, després que el 2n Batalló hagués creuat les muntanyes Owen Stanley. Cap altra tropa va ser encarregada de fer la mateixa ruta.

### El 128è, aerotransportat
A mitja marxa, Cecil Abel, un missioner local, va arribar a Port Moresby amb informació que hi havia llocs utilitzables com aeròdrom disponibles a l'altre costat de la serralada Owen Stanley a Fasari, a la vall del riu Musa, i a Pongani. El 2 de novembre, Blamey va convèncer MacArthur perquè transportés la resta de la 32a Divisió per aire.:325 Per primera vegada a la Segona Guerra Mundial, la resta del 128è d'Infanteria va ser transportada per aire des d'Austràlia fins a Nova Guinea, la distància més gran que la Força Aèria de l'Exèrcit havia transportat homes per aire fins aleshores. La Bateria A de la 129a Artilleria de Camp, 32a Divisió, havia estat enviada a Nova Guinea, mentre que les bateries restants romanien a Camp Cable, a Austràlia. En una altra primícia, les seccions de quatre canons van ser els primers obusos enviats a una guerra, aterrant primer a Port Moresby. Després, la meitat de la Bateria A, 129a Artilleria de Camp, va ser transportada per aire sobre la serralada Owen Stanley fins a Buna, convertint-se en la primera artilleria de l'exèrcit dels Estats Units en volar al combat al Pacífic durant la Segona Guerra Mundial.

## Conseqüències
L'intent de flanquejar els japonesos va fracassar. Les tropes no van trobar ni una sola tropa japonesa durant el seu viatge i, a causa del terreny, no van poder oferir cap suport als australians a la ruta de Kokoda. Els australians es preparaven en aquell moment per atacar els japonesos que s'havien retirat fins a la costa fortificada de Buna.